# 名誉海兵隊員
名誉海兵隊員（めいよかいへいたいいん、Honorary Marine）は、アメリカ海兵隊が民間人に授与する称号である。

## 現在の公式プログラム
1992年に定められた規定では、名誉海兵隊員の称号は「海兵隊に著しい貢献をした民間人」に対してのみ、海兵隊総司令官により授与されるもので、この称号により海兵隊員としての恩給や手当を受ける資格は与えられない。
名誉海兵隊員の推薦は、司令官(commanding general)、指揮官(commanding officer)、担当将校(officer-in-charge)がその上官の承認の元に総司令官に対して行うことができる。選考の基準は次の通りである。
(a) 軍や海兵隊と何らかの特殊なつながりを持つ、末期症状の子供。
(b) 海兵隊に著しい貢献や支援を行い、それ以下の表彰では不十分である個人。
(c) 生前にその行動や貢献が貢献されるべきであった、死亡した個人。

### 著名な名誉隊員
- ジョー・ローゼンタール（1996年） - 硫黄島の戦いにおける有名な写真『硫黄島の星条旗』を撮影したジャーナリスト[2]
- フェリックス・ド・ウェルドン（2001年） - ローゼンタールの写真を元にした銅像『海兵隊戦争記念碑』を制作した彫刻家[3]
- マックス・クレランド（英語版）、ダニエル・イノウエ（2001年） - 退役軍人、上院議員[3]
- ジム・ネイバース（2001年） - 俳優。シットコム『マイペース二等兵』において主演の海兵隊員役を演じた。作中では二等兵から一等兵までしか昇進していないが、名誉海兵隊員として与えられた階級は2階級上の上等兵で、2007年には伍長に昇進した[2]。
- チャック・ノリス（2006年） - 俳優[2]
- ゲイリー・シニーズ（2012年）- 俳優[3]
- アイク・スケルトン（英語版）（2010年） - 下院議員。下院軍事委員会（英語版）元委員長[3]

2014年7月、先天性心疾患により13歳で亡くなったジェイコブ・タイラー・スプリンクルが名誉海兵隊員に任命された。
2014年現在で、海兵隊発足以来239年間で与えられた名誉海兵隊員の称号は100以下である。

## その他の特別顕彰
1926年の映画『英雄時代』(Tell It to the Marines)で海兵隊の軍曹を演じたロン・チェイニーは、現在の名誉海兵隊員プログラムが開始される以前に名誉海兵隊員に任命されている。
アニメキャラクターのバッグス・バニーは、1943年の作品『スーパーウサギ』(Super-Rabbit)での活躍により名誉海兵隊員の曹長の階級を授与されている。
俳優・コメディアンのボブ・ホープは、米国慰問協会(USO)での活動を称えて名誉海兵隊員の准将に任命された。